# سعر الصرف
تعدّ آلية سعر الصرف (بالإنجليزية: Exchange Rate)‏ العنصر المحوري في اقتصاد المالية الدولية، كما تعدّ عنصر القطب في الفكر المالي الحديث، ولها أهمية بالغة في تعديل وتسوية ميزان المدفوعات للدولة وخصوصا تلك البلدان النامية.

## ماهية الصرف

### ما هو الصرف
كل دولة لها عملتها الخاصة تستعمل في عمليات الدفع الداخلية، وتظهر الضرورة إلى استعمال العملات الخارجية عندما تقوم علاقات تجارية أو مالية بين شركات تعمل داخل الدولة مع شركات تعمل خارجها، وتحتاج الشركات المستوردة إلى عملة البلد المصدر لتسديد قيمة السلع المستوردة، وتضطر بذلك إلى الذهاب إلى سوق الصرف لشراء عملة البلد المصدر كي تتم هذه العملية، وفي الواقع ليست الشركات التي تقوم بالتجارة مع الخارج هي فقط التي تحتاج إلى العملات الدولية بل كل شخص يتنقل إلى خارج البلد الذي يقيم فيه يحتاج إلى عملة الدولة التي يود الذهاب إليها ولو كان سائحا ويجد نفسه حينئذ مضطرا للقيام بعمليات الصرف.

### أنواع الصرف
هناك نوعان من أنواع الصرف: الصرف نقداً، والصرف الآجل.

#### سعر الصرف الآني
تتم فيها عملية تسليم واستلام العملات لحظة إبرام عقد الصرف، ويطبق سعر الصرف السائد لحظة إبرام العقد. وقد يتغير سعر الصرف باستمرار خلال اليوم تبعا لعرض العملات والطلب عليها. وهناك سعران للصرف: سعر البيع (القيمة بالعملة الوطنية التي يطلبها البنك مقابل وحدة معينة من عملة أجنبية) وسعر الشراء (القيمة بالعملة الوطنية التي يدفعها البنك لك مقابل وحدة معينة من عملة أجنبية)، ويكون سعر البيع عادة أعلى من سعر الشراء.
حساب الأسعار المتقاطعةعند تبادل العملات في مركز مالي معين، فقد يكون سعر عملتين مقابل بعضيهما البعض غير متوفر ولضرورة التبادل يجب تحديد سعر تبادلهما، ويتم ذلك بناء على علاقة العملتين بعملة ثالثة، وتسمى الأسعار المحسوبة بهذه الطريقة بالأسعار المتقاطعة.
اختلاف أسعار العملات في مختلف المراكز المالية وعمليات التحكيمتتغير أسعار عملة معينة مقابل عملة أخرى باستمرار، وقد يؤدي هذا إلى ظهور أسعار مختلفة لعملة مقارنة بعملة أخرى في المراكز المالية المختلفة. وهذا الاختلاف في الأسعار يدفع وكلاء الصرف إلى القيام بعمليات التحكيم ما بين الأسعار في مختلف المراكز المالية، ثم المبادلة بالشراء في المركز المالي حيث سعر العملة منخفض، وإعادة البيع في المركز المالي حيث سعر العملة المرتفع. ويستفيد وكلاء الصرف من فروق الأسعار.

#### الصرف لأجل
إذا كان تسليم واستلام العملات يتِمّان بعد فترة معينة من تاريخ إبرام العقد مطبقين سعر الصرف السائد لحظة إبرام العقد. وتستعمل الشركات العاملة في التجارة الخارجية هذا النوع من الصرف لتفادي الأخطار الناتجة عن التقلبات المحتملة في أسعار صرف العملات، حيث يكون سعر الصرف السائد لحظة إبرام العقد وهو سعرالصرف المتفاهم عليه بغض النظر عن سعر الصرف لحظة تنفيذ العقد.
اما فيما يتعلق بالانتقال الدولي لرأس المال وخاصة قصيرة الاجل، أو الغير مباشرة، فهي التي تتعامل في هذا النوع من الصرف، وهي تقوم علي اساس اختلاف اسعار الفائدة بين مختلف الدول، ففرضا إذا ماكانت اسعار الفائدة موحدة عالميا فلن يكون هناك داعي لانتقال روؤس الاموال وبالتالي لن يكون هناك حاجة للتعامل في هذه السوق
وتجدر الإشارة على ان سعر الصرف الاجل عبارة عن سوق قائم علي اساس اختلافات اسعار الفائدة، وانه يختلف عن سوق الصرف الاني

### أنظمة الصرف
عرف نظام الصرف عدة تطورات بدأت من قاعدة الذهب وانتهت اليوم إلى النظام العائم. كان نظام بريتون وودز يقوم على أساس الدولار الأمريكي المرتبط بالذهب. وكانت الدول ترتبط عملاتها بسعر ثابت مع الدولار. إلا أن الأمر سرعان ما تغير بعد إعلان الرئيس نيكسون في 1971 منع تحويل الدولار إلى ذهب. ومثل هذا الإعلان في نظر الكثيرين انهيار نظام بريتيون وودز. ومن ذلك الوقت عرف نظام الصرف نمطين أساسيين:
أنظمة الصرف الثابتةوفيه يُثَبَّت سعر صرف العملة إما إلى عملة واحدة تتميز بمواصفات معينة كالقوة والاستقرار. وإما إلى سلة عملات انطلاقا من عملات الشركاء التجاريين الأساسيين، أو العملات المكونة لوحدة حقوق السحب الخاص.
أنظمة الصرف المرنةتتميز بمرونتها وقابليتها للتعديل على أساس بعض المعايير مثل المؤشرات الاقتصادية. وقد تتبع الدولة نظام التعويم المدار حيث تقوم السلطات بتعديل أسعار صرفها بتواتر على أساس مستوى الاحتياطي لديها من العملات الأجنبية والذهب و ميزان المدفوعات. أو تستخدم التعويم الحر الذي يسمح لقيمة العملات أن تتغير صعوداً وهبوطاً حسب السوق، وهذا النظام يسمح للسياسات الاقتصادية بالتحرر من قيود سعر الصرف.

## سوق الصرف
هو مكان تلاقي عروض وطلبات مختلف العملات، ومن خلاله يتم تحديد سعر صرف العملة الوطنية مقابل العملات الأخرى. وهو أيضا الوعاء الذي تتم فيه كل الصفقات العالمية. وأسواق الصرف غير محددة بمكان، بل تتوزع على كل المراكز المالية عبر الشبكات المعلوماتية والبنوك والمؤسسات المالية.

### اللاعبون الأساسيون في سوق الصرف
البنك المركزي
يتدخل هذا البنك للقيام بعمليات السوق المفتوحة على العملات الأجنبية من جهة، وتنفيذ أوامر الحكومات من جهة أخرى. ويكون هذا التدخل في العادة من أجل حماية مركز العملة المحلية أو بعض العملات الأخرى.
البنوك التجارية والمؤسسات الماليةحيث تتدخل في السوق لتنفيذ أوامر زبائنها أو لحسابها الخاص. حيث تقوم هذه المراكز بجمع أوامر الزبائن، ويقومون بالمقاصات، ويحولون الفائض من عرض أو طلب للعملات الصعبة.
سماسرة الصرفوهم وسطاء نشطون يقومون بتجميع أومر الشراء أو البيع للعملات الصعبة لصالح عدة بنوك أو متعاملين آخرين، ويقومون بضمان الاتصال بين البنوك وإعطاء المعلومات عن التسعيرة المعمول بها بدون الكشف عن أسماء المؤسسات البائعة أو المشترية لهذه العملات. ومن أمثلة الوسطاء المستقلون بروكرز.

### أهم العملات الصعبة المتداولة دولياً
الدولار الأمريكي
يستمد أهميته من أهمية الاقتصاد الأمريكي حيث يمثل ما يقارب 20% من الصادرات العالمية.
اليورو الأروبي
وقوته من قوة العملات التي حل محلها مثل المارك الألماني الذي كان يمثل 21% من احتياطات الدول من العملة الصعبة سنة 1983. وكذلك من قوة الاقتصاد العالمي الذي تمثله دول منطقة اليورو.
الين الياباني
حيث تمثل اليابان 8% من الناتج المحلي العالمي و 8% من التجارة العالمية.
الجنيه الاسترليني
تظهر قوته من خلال سعر صرفه مقابل الدولار الأمريكي.
الفرنك السويسري
تأتي قوته من طبيعة البنك المركزي السويسري الذي يتمتع بأعلى درجات الاستقلالية المتعارف عليها دوليا، فضلا عن كون سويسرا ساحة مالية كبيرة نتيجة سياسة الحياد التي تعتمدها الحكومة السويسرية.

## سعر الصرف

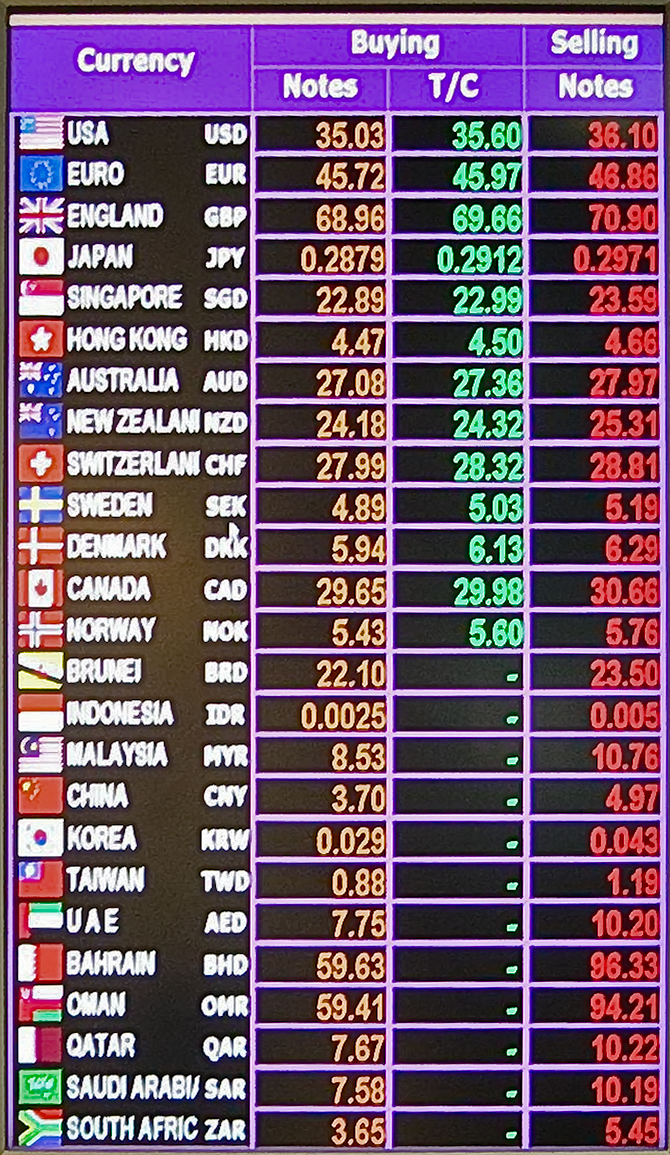
لوحة لعرض أسعار الصرف

هو مصطلح له العديد من التعاريف، منها:
- سعر الصرف هو النسبة التي يحصل على أساسها مبادلة النقد الأجنبي بالنقد الوطني.
- سعر الصرف هو عدد الوحدات النقدية التي تبدل به وحدة من العملة المحلية إلى أخرى أجنبية.
- وسيلة هامة للتأثير على تخصيصي الموارد بين القطاعات الاقتصادية وعلى ربحية الصناعات التصديرية وتكلفة الموارد المستوردة.
- أداة ربط بين أسعار السلع في الاقتصاد المحلي وأسعارها في السوق العالمي فالسعر العالمي والسعر المحلي للسلعة مرتبطان من خلال سعر الصرف.

### أنواع سعر الصرف
سعر الصرف الاسميهو مقياس عملة إحدى البلدان التي يمكن تبادلها بقيمة عملة بلد آخر. ويتم تحديده تبعاً للطلب والعرض عليها في سوق الصرف في لحظة زمنية ما، ولهذا يمكن أن يتغير سعر الصرف تبعا لتغير الطلب والعرض. وينقسم إلى سعر الصرف الرسمي (السعر المعمول به في يخص التبادلات التجارية الرسمية) وسعر الصرف الموازي (السعر المعمول به في الأسواق الموازية).
سعر الصرف الحقيقيعدد الوحدات من السلع الأجنبية اللازمة لشراء وحدة واحدة من السلع المحلية، وبالتالي يقيس القدرة على المنافسة.
سعر الصرف الفعلييعبر سعر الصرف الفعلي عن المؤشر الذي يقيس متوسط التغير في سعر صرف عملة ما بالنسبة لعدة عملات أخرى في فترة زمنية ما وبالتالي مؤشر سعر الصرف الفعلي يساوي متوسط عدة أسعار صرف ثنائية وهو يدل على مدى تحسن أو تطور عملة بلد ما بالنسبة لمجموعة من العملات الأخرى.
سعر الصرف الفعلي الحقيقي
هو سعر اسمي، لأنه عبارة عن متوسط لعدة أسعار صرف ثنائية، ومن أجل أن يكون هذا المؤشر ذا دلالة ملائمة على تنافسية البلد تجاه الخارج لابد أن يخضع هذا المعدل الاسمي إلى التصحيح بإزالة تغيرات الأسعار النسبية.

### أدوات سعر الصرف
تعديل سعر صرف العملة:
عندما ترغب السلطة في تعديل توازن ميزان المدفوعات فإنها تقوم بتخفيض العملة أو إعادة تقويمها في حالة سعر صرف ثابت. أما في حالة سعر الصرف العائم فإنها تعمل على التأثير على تحسن أو تدهور العملة. وتستخدم سياسة تخفيض العملة على نطاق واسع لتشجيع الصادرات، إلا أن ذلك يجب أن يخضع لمجموعة شروط:
1. أن يتسم الطلب العالمي على منتجات الدولة بقدر كبير من المرونة بحيث يؤدي تخفيض العملة إلى زيادة أكبر في الإنتاج العالمي.
2. أن يتسم العرض المحلي لسلع التصدير بقدر كاف من المرونة بحيث يستجيب الجهاز الإنتاجي لارتفاع الطلب الناجم عن ارتفاع الصادرات.
3. ضرورة توفر استقرار في الأسعار المحلية.
4. عدم قيام الدول المنافسة الأخرى بإجراءات مماثلة لتخفيض عملاتها.
5. استجابة السلع المصدرة لمواصفات الجودة والمعايير الصحية الضرورية للتصدير.

استخدام احتياطات الصرف:
في ظل أسعار صرف ثابتة، تلجأ السلطات النقدية إلى المحافظة على سعر صرف عملتها، فعند انهيار عملتها تقوم ببيع العملات الصعبة لديها مقابل العملة المحلية، وعندما تتحسن العملة تقوم بشراء العملات الأجنبية مقابل العملة المحلية.
استخدام سعر الفائدة:
عندما تكون العملة ضعيفة يقوم البنك المركزي باعتماد سياسة سعر الفائدة المرتفعة لتعويض خطر انهيار العملة. على سبيل المثال في النظام النقدي الأوروبي عندما اعتبر الفرنك الفرنسي أضعف من المارك الألماني عمد بنك فرنسا إلى تحديد أسعار فائدة أعلى من أسعار الفائدة الألمانية.
مراقبة الصرف:
تقضي سياسة مراقبة الصرف بإخضاع المشتريات والمبيعات للعملة الصعبة إلى رخصة خاصة، ويتم استخدامها لمقاومة خروج رؤوس الأموال.
إقامة سعر صرف متعدد:
يهدف نظام أسعار الصرف المتعدد إلى تخفيض آثار حدة التقلبات في الأسواق، وتوجيه السياسة التجارية لخدمة بعض الأغراض المحددة.

### أهداف سعر الصرف
مقاومة التضخم:
يؤدي تحسن سعر الصرف إلى انخفاض مستوى التضخم المستورد وتحسن في مستوى تنافسية المؤسسات. وعلى المدى القصير يكون الانخفاض في تكاليف الاستيراد أثر إيجابي على انخفاض مستوى التضخم المستورد.
تخصيص الموارد:
يؤدي سعر الصرف الحقيقي إلى تحويل الموارد إلى قطاع السلع الدولية الموجهة إلى التصدير، وهذا ما يعمل على توسيع قاعدة السلع الدولة بحيث يصبح عدد كبير من السلع قابل للتصدير.
توزيع الدخل:
يؤدي سعر الصرف دورا هاما في توزيع الدخل بين الفئات أو القطاعات المحلية، فعند ارتفاع القدرة التنافسية لقطاع التصدير التقليدي (مواد أولية أو زراعية) نتيجة انخفاض سعر الصرف الحقيقي، فإن ذلك يجعله أكثر ربحية، ويعود الربح على أصحاب رؤوس الأموال بينما تخفض القدرة الشرائية للعمال. والعكس عند انخفاض سعر الصرف الاسمي، فإن ذلك يؤدي إلى ارتفاع القدرة الشرائية للأجور.
تنمية الصناعات المحلية:
يمكن للبنك المركزي تخفيض سعر الصرف من أجل تشجيع الصناعة الوطنية، مما يشجع الصادرات. كما أن تخفيض العملة من قبل البنك المركزي يحمي السوق المحلي من المنافسة الخارجية وتشجيع الصادرات.

### العوامل المؤثرة في سعر الصرف
مستويات الأسعار النسبية:
حسب نظرية تعادل القوة الشرائية، عندما ترتفع أسعار السلع المحلية ينخفض الطلب على السلع المحلية ويتجه سعر العملة الوطنية نحو الانخفاض حيث يمكن الاستمرار في بيع السلع المستوردة'بطريقة جيدة، والعكس صحيح.
التعريفات الجمركية والحصص:
تؤثر في سعر الصرف كل من التعريفات الجمركية (الضرائب على السلع المستوردة مثلا) والحصص (القيود على كمية السلع التي يمكن استيرادها)، لأن ذلك يزيد من الطلب على السلعة المحلية.
تفضيل السلع الأجنبية على السلع المحلية:
زيادة الطلب على صادرات دولة ما يتسبب في ارتفاع عملتها على المدى الطويل، وزيادة الطلب على الواردات تسبب في انخفاض قيمة العملة الوطنية.
الإنتاجية:
في حال كانت الدولة أكثر إنتاجية من غيرها من الدول، يمكن أن تخفض أسعار السلع المحلية بالنسبة لأسعار السلع الأجنبية وتظل تحقق أرباحاً، والنتيجة هي زيادة الطلب على السلع المحلية وميل سعر العملة المحلية إلى الارتفاع.

## كيفية تحديد أسعار الصرف
في ظل النظام الذهبي (تقويم العملة بالذهب) كانت أسعار صرف العملات تتحدد انطلاقا من العلاقة بين المقابل الذهبي للعملة مقارنة مع العملات الأخرى. وفي ذلك الوقت كانت أسعار الصرف تتمتع بقدر كبير من الثبات، وتقلباتها تنحصر ضمن حدود ضيقة وهي حدود دخول وخروج الذهب.
بعد انقطاع العلاقة بين النقود الورقية والذهب، لم يعد للمحتوى الذهبي للعملة أي دور في سعر صرفها.

### سعر الصرف والتضخم
تستند هذه العلاقة على نظرية تعادل القدرة الشرائية التي صاغها في البداية ريكاردو ثم قام بتطويرها غوستاف كاسل، وتركز على مبدأ بسيط مفاده أن «قيمة العملة تتحدد على أساس قدرتها الشرائية، ومن ثم فإن سعر الصرف التوازني يجب أن يعبر عن تساوي القدرة الشرائية الحقيقية للعملتين المعنيتين».
أثبت هذا النموذج قدرة كبيرة على التنبؤ بأسعار الصرف على المدى الطويل، إلا أنه يعاب عليه عدة أمور مثل الفرضيات غير الواقعية التي بنيت عليها كتوفر منافسة حرة وكاملة في الاقتصاد الدولية وعدم وجود تكاليف التنقل والرسوم الجمركية.

### سعر الصرف ومعدل الفائدة
تفترض هذه النظرية أنه في حال عدم وجود حواجز جمركية فإن مردودية التوظيف في دولتين مختلفتين يجب أن تتساوى، وهذا يضمن من جهة أخرى أن الفرق ما بين اقتصاد ما وباقي الاقتصاديات يساوي معدل ارتفاع أو انخفاض قيمة العملة في المستقبل.
هذه النظرية أدت إلى ظهور مفهوم خصم التأجيل وعلاوة التأجيل، واعتبار أن سعر الصرف لأجل أحسن وسيلة للتنبؤ بأسعار الصرف إلا أن صحتها لا تتعدى 55%.

### سعر الصرف وميزان المدفوعات
أرصدة ميزان المدفوعات (رصيد التجارة الخارجية، رصيد المعاملات الجارية، رصيد ميزان القاعدة) أهم العوامل المفسرة لتغيير سعر الصرف في المدى المتوسط، فحدوث عجز في الميزان التجاري يؤدي بالضرورة إلى انخفاض سعر الصرف. أهمية هذه الأرصدة تزيد باعتبار أن لها علاقة مع التضخم ومعدلات الفائدة، فالدولة التي تتميز بمعدل تضخم مرتفع تجد صعوبات كبيرة في تصدير منتجاتها والتأثير على الميزان التجاري. كما أن معدلات الفائدة هي التي تحكم تدفق رؤوس الأموال في المدى الطويل والقصير.